# La sombra de Piera
La sombra de Piera es una telenovela venezolana escrita por Ligia Lezama, dirigida por la productora Progesa S.A. y transmitida por Venevisión en el año 1989. Fue protagonizada por Elluz Peraza (quien realizó doble papel) y Eduardo Serrano, con las actuaciones de Manuel Escolano, Martín Lantigua, Chony Fuentes y Zoe Ducos.

## Sinopsis
Piera Cariani (Elluz) está casada con Jonathan (Manuel Escolano), pero su matrimonio se ve afectado debido al interés de su esposo en su herencia. Al comienzo de la trama, Jonathan en un ataque de celos asesina a Piera y no sabe qué hacer cuando Giacomo Cariani (Martín Lantigua) nota la ausencia de Piera, alegando que ha viajado al exterior. Para evitar sospechas, Jonathan y su abuela Francesca (Zoe Ducos) resuelven obligar a Yamalí (hermana gemela de Piera) a suplantarla, aprovechando que la familia desconocía de su existencia, pues esta vivía en el Amazonas.
Por su parte, Yamalí se ve en una difícil encrucijada ya que debe dejar a su amor Sebastián (Eduardo Serrano) para irse a Caracas a suplantar a Piera, sin saber que resultaría fuertemente acosada por Jonathan y Francesca, y al final termina descubriendo el complot armado para apoderarse de la fortuna de Don Giacomo, quien se encuentra enfermo y en silla de ruedas.
Sebastián, quien se había enamorado profundamente de Yamalí termina dándola por muerta al perderla de vista y decide rehacer su vida trasladándose a la capital, sin saber que el destino nuevamente la pondría en su camino, pero esta vez convertida en Piera. El triángulo amoroso resulta evidente entre la nueva Piera, Jonathan y Sebastian, tornando la vida de Yamalí en una tortura y concluyendo la historia en un desenlace inesperado: Piera despierta contrariada, dándose cuenta de que aparentemente todo era un «sueño».

## Reparto
- Elluz Peraza - Piera/Yamali
- Eduardo Serrano - Sebastián
- Chony Fuentes - Florentina
- Manuel Escolano - Jonathan
- Martín Lantigua - Giacomo
- Julio Gassette
- Zoe Ducós- Francesa
- Héctor Monteverde
- María Eugenia Domínguez
- Flor Elena González
- Daniel Jiménez
- Pedro Espinosa
- Erick Burger
- Producida por Jorge Felix